# Satijn

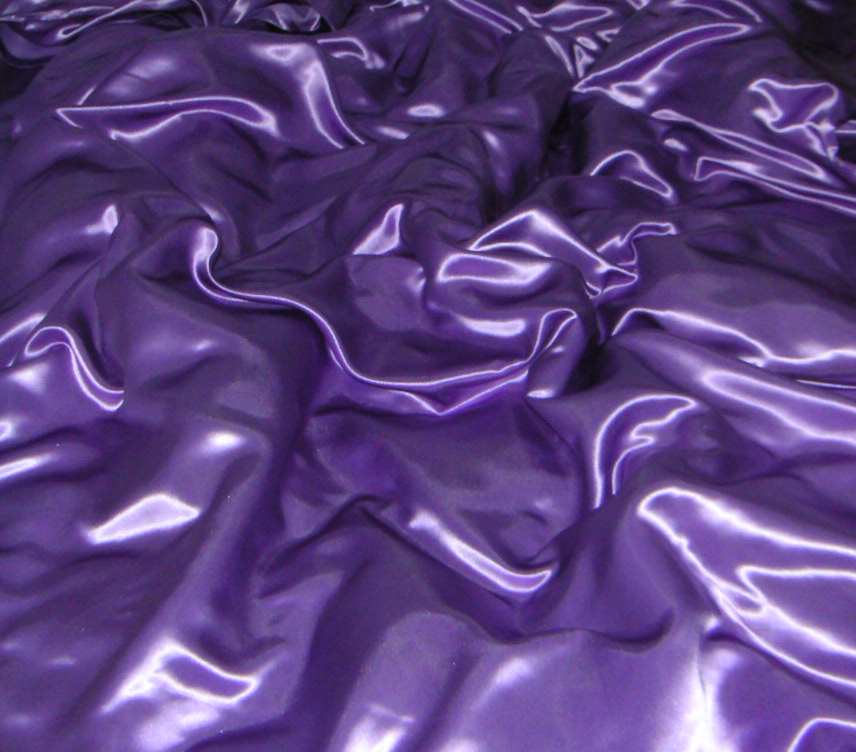
Satijn gebruikt in beddengoed

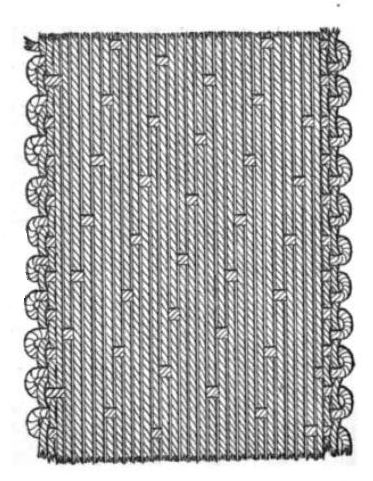
Structuur van satijnbinding met zijde

Satijn is een weefsel in satijnbinding. De satijnbinding (of atlasbinding) is een weeftechniek, waarbij de kruispunten van de ketting- en inslagdraden gelijkmatig verspreid liggen. Bij een inslagsatijn wordt het effect gevormd door de inslagdraden, doordat deze de bindingspunten bedekken. Met deze techniek kunnen garens heel dicht op elkaar geweven worden, waardoor het weefsel soepel wordt. Als glanzende inslagdraden en matte kettingdraden gebruikt worden is de onderkant dof, maar de bovenkant glanzend door de losliggende inslagdraden. Dit geeft het weefsel een luxe uitstraling.  
Satijn wordt gebruikt voor het maken van onder andere galakleding, bruidskleding, lingerie en beddengoed. Een heel luxe en zware vorm is satin duchesse.
Inslagsatijn wordt onderscheiden van kettingsatijn. In tijk, damast en ook geblokte handdoeken worden deze vaak samen toegepast. De satijnbinding is altijd even hoog als breed. Als regel geldt het schaftgetal en het telgetal, dat bij inslagsatijn voortgangsgetal heet en bij kettingsatijn stijgingsgetal.

## Herkomst van het woord
Het woord satijn is ontleend aan het Franse satin (glanzende, zachte zijden stof) en het oudere zatin dat wellicht afgeleid is van of samenhangt met het Spaanse aceituní, ook wel setuní. Aangenomen wordt dat dit woord is ontleend aan het Arabische zaitūnī, dat de betekenis "satijn" had, en eerder "uit Citong" zou hebben betekend. Citong (nu Quanzhou) was de plaats in China waar het satijn vandaan kwam.
Een oudere verklaring is dat het woord komt van het Italiaanse woord voor zijde: seta.

## Toepassing in de textielindustrie

### Voorbeeld van een 5-schafts inslagsatijn, telgetal 3
Een bindingspatroon wordt altijd uitgetekend op het zogenaamde bindingspapier. Eerst wordt de ruimte uitgezet, dat wil zeggen zoveel vakjes als het schaftgetal en plaatsen ons eerste punt in het vakje uiterst links beneden. Vanaf dit vakje, maar op de volgende inslag, tellen we nu 3 af en waar we 3 tellen, plaatsen we de volgende punt, enz. Bij kettingsatijn gebeurt precies het tegenovergestelde. Daar waar bij inslagsatijn de punt wordt geplaatst, wordt hier het vakje open gelaten.
Hoewel het telgetal meestal gegeven wordt, zijn er toch enkele bijzonderheden:
1. Het mag nooit 1 zijn.
2. Het mag nooit 1 minder zijn dan het schaftgetal.
3. Het mag niet deelbaar zijn op het schaftgetal.
4. Het tel- en het schaftgetal mogen niet deelbaar zijn door eenzelfde getal.

B.v. schaftgetal 9 mag nooit 1, nooit 8, nooit 3 en nooit 6 zijn.

## Satijnbindingen

### Versterkte satijnbinding
De flotteringen van satijnbindingen zijn lang en worden daarom weleens versterkt, door de lange flotteringen iets korter te maken. Dit gebeurt meestal, door aan de inslagsatijn 1 kettingpunt toe te voegen in de inslagrichting, of bij de kettingsatijn 1 kettingpunt weg te laten in de kettingrichting.

### Dubbelsatijn
Hoewel er nog vele mogelijkheden zijn om een satijn te maken, wordt alleen nog de dubbelsatijn genoemd. Voorbeeld van een 9-schafts inslagsatijn, telgetal 5.
We gaan dit telgetal splitsen in 2 en 3 en tellen nu om beurten met 2 en 3. Aan het einde van het rapport gekomen, tellen we nog eens door, van het begin van de binding af. Na de tweede maal tellen komen we precies op het beginpunt uit.